# Lijst van county's in Washington
De Amerikaanse staat Washington is onderverdeeld in 39 county's.

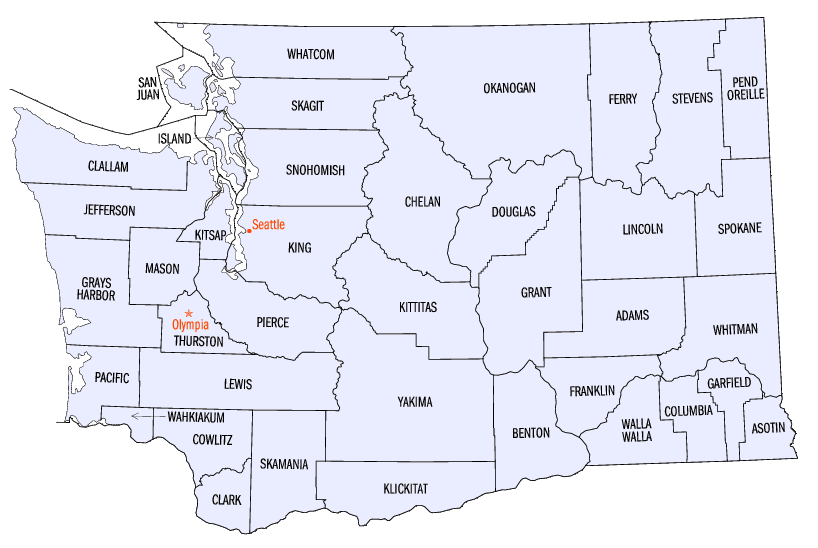
County's van Washington

| County       | Inwoners 1 juli 2007 | Hoofdplaats   | Inwoners 1 juli 2007 |
| ------------ | -------------------- | ------------- | -------------------- |
| Adams        | 16.982               | Ritzville     | 1722                 |
| Asotin       | 21.111               | Asotin        | 1115                 |
| Benton       | 159.414              | Prosser       | 5077                 |
| Chelan       | 70.993               | Wenatchee     | 29.810               |
| Clallam      | 70.474               | Port Angeles  | 18.789               |
| Clark        | 418.070              | Vancouver     | 161.436              |
| Columbia     | 3986                 | Dayton        | 2613                 |
| Cowlitz      | 100.467              | Kelso         | 12.041               |
| Douglas      | 36.177               | Waterville    | 1141                 |
| Ferry        | 7373                 | Republic      | 952                  |
| Franklin     | 69.578               | Pasco         | 52.647               |
| Garfield     | 2050                 | Pomeroy       | 1277                 |
| Grant        | 83.047               | Ephrata       | 7248                 |
| Grays Harbor | 71.335               | Montesano     | 3578                 |
| Island       | 81.326               | Coupeville    | 1845                 |
| Jefferson    | 29.199               | Port Townsend | 9069                 |
| King         | 1.859.284            | Seattle       | 594.210              |
| Kitsap       | 236.732              | Port Orchard  | 7940                 |
| Kittitas     | 38.542               | Ellensburg    | 17.304               |
| Klickitat    | 20.097               | Goldendale    | 3731                 |
| Lewis        | 73.645               | Chehalis      | 7221                 |
| Lincoln      | 10.255               | Davenport     | 1689                 |
| Mason        | 56.384               | Shelton       | 9222                 |
| Okanogan     | 39.653               | Okanogan      | 2352                 |
| Pacific      | 21.490               | South Bend    | 1806                 |
| Pend Oreille | 12.760               | Newport       | 2121                 |
| Pierce       | 773.165              | Tacoma        | 196.520              |
| San Juan     | 15.214               | Friday Harbor | 2082                 |
| Skagit       | 116.397              | Mount Vernon  | 30.700               |
| Skamania     | 10.723               | Stevenson     | 1359                 |
| Snohomish    | 676.898              | Everett       | 98.295               |
| Spokane      | 456.175              | Spokane       | 200.975              |
| Stevens      | 41.835               | Colville      | 4949                 |
| Thurston     | 238.555              | Olympia       | 44.925               |
| Wahkiakum    | 4039                 | Cathlamet     | 576                  |
| Walla Walla  | 57.709               | Walla Walla   | 30.794               |
| Whatcom      | 192.999              | Bellingham    | 77.503               |
| Whitman      | 41.229               | Colfax        | 2751                 |
| Yakima       | 233.062              | Yakima        | 82.974               |

Noot: Een aantal inwoners van Snohomish County hebben zich een aantal jaar geleden afgescheiden en hebben Freedom County opgericht. De afscheiding wordt door geen enkele overheid erkend.
Alabama · Alaska · Arizona · Arkansas · Californië · Colorado · Connecticut · Delaware · Florida · Georgia · Hawaï · Idaho · Illinois · Indiana · Iowa · Kansas · Kentucky · Louisiana · Maine · Maryland · Massachusetts · Michigan · Minnesota · Mississippi · Missouri · Montana · Nebraska · Nevada · New Hampshire · New Jersey · New Mexico · New York · North Carolina · North Dakota · Ohio · Oklahoma · Oregon · Pennsylvania · Rhode Island · South Carolina · South Dakota · Tennessee · Texas · Utah · Vermont · Virginia · Washington · West Virginia · Wisconsin · Wyoming